# Georg Hummel
Georg Hummel (* 1. Dezember 1856 in Moosburg an der Isar; † 12. März 1902 in München) war ein deutscher Elektrotechniker, Erfinder und Unternehmer.

## Leben
Seine Eltern waren der Stadtapotheker Georg Hummel (* 1818) und Ursula, geb. Satzenhofer (1827–1905). Hummel nahm nach Abschluss eines Studiums an der Technischen Hochschule München im Jahr 1882 eine Tätigkeit bei der Firma von Sigmund Schuckert in Nürnberg auf. Dort entwickelte und verbesserte er als Leiter des Labors Gleichstrommaschinen und befasste sich mit Materialprüfung. Er entwickelte und verbesserte verschiedene Instrumente zur Messung von Gleich- und Wechselstrom und Wechselspannung. Für ein mit nur einem geringen Eisenanteil aufgebautes Dreheiseninstrument erhielt er 1884 das Patent DRP 30 486. Das Patent DRP 43 487 wurde ihm 1887 für einen verbesserten Gleichstromzähler erteilt. Nach der internationalen elektrotechnischen Ausstellung in Frankfurt im Jahr 1891 wechselte dieses Patent zur Firma British Thomson-Houston, woraus sich in Folge der bei Gleichstrom verwendbare Thomson-Zähler entwickelte.
1893 gründete er eine Fabrik für elektrische Stromzähler in München. 1895 erhielt er das Patent DRP 98 897 auf die später nach ihm benannte Hummelschaltung. Die Hummelschaltung dient bei Wechselspannung der gezielten Phasendrehung und erlaubt so die Erfassung von Blindleistung bei einem normalerweise nur Wirkleistung erfassenden Ferraris-Zähler.
Seit 2009 schreibt der VDE den Georg-Hummel-Preis aus, der hervorragende Studien- und Abschlussarbeiten aus dem Bereich der Messung elektrischer Energie und Leistung, insbesondere aus den Gebieten Zählen, Messen, Prüfen, Messdatenverarbeitung/-weitergabe, Messtechnikeinsatz zur Energieeffizienzsteigerung sowie damit verbundene Themen aus wirtschafts-, sozial- oder rechtswissenschaftlichen Disziplinen auszeichnet.
In seiner Geburtsstadt ist eine Mittelschule nach ihm benannt.